# Kost ar c'hoad (pays)
Pour l’article homonyme, voir Kost ar c'hoad (danse).

Carte des pays traditionnels de Bretagne

Le kost ar c'hoad (ou kost er c'hoed) est un pays traditionnel de Bretagne centrale, à la limite du Vannetais.

C'est un terroir d'environ 25 km2, dont la moitié est recouverte de bois et de landes. Il se situe entre Gouarec au nord et Silfiac au sud. Il comprend une partie de Plélauff dite « Lande de Gouarec » et de Perret (Côtes-d'Armor), et Sainte-Brigitte et l’est de Silfiac (Morbihan). La particularité de ce terroir est d'être adossé à la forêt de Quénécan, d'où son nom qui signifie « du côté du bois ».